# Huang Shih-chung
Huang Shih-chung (chinesisch 黃世忠; * 29. März 1979) ist ein taiwanischer Badmintonspieler.

## Karriere
Huang Shih-chung nahm im Herrendoppel an den Weltmeisterschaften 1999, 2001 und 2005 teil. Mit Platz 17 erreichte er bei seiner letzten Teilnahme sein bestes Resultat. Besser machte er es bei den Weltmeisterschaften der Studenten, wo er 1998 und 2006 Weltmeister sowie 2002 Vizeweltmeister wurde.

## Sportliche Erfolge
| Saison | Veranstaltung                     | Disziplin    | Platz | Name                               |
| ------ | --------------------------------- | ------------ | ----- | ---------------------------------- |
| 1998   | Weltmeisterschaften der Studenten | Herrendoppel | 1     | Chien Yu-hsun / Huang Shih-chung   |
| 1998   | Weltmeisterschaften der Studenten | Mixed        | 2     | Huang Shih-chung / Chen Li-chin    |
| 1999   | Weltmeisterschaft                 | Herrendoppel | 33    | Chien Yu-hsun / Huang Shih-chung   |
| 2001   | Weltmeisterschaft                 | Herrendoppel | 33    | Chien Yu-hsun / Huang Shih-chung   |
| 2001   | Asienmeisterschaft                | Mixed        | 9     | Huang Shih-chung / Huang Chia-hsin |
| 2002   | Weltmeisterschaften der Studenten | Herrendoppel | 2     | Chien Yu-hsun / Huang Shih-chung   |
| 2006   | Weltmeisterschaften der Studenten | Herrendoppel | 1     | Huang Shih-chung / Chen Hung-ling  |
| 2005   | Weltmeisterschaft                 | Herrendoppel | 17    | Chien Yu-hsun / Huang Shih-chung   |